# Brot de listeriosi d'Andalusia de 2019

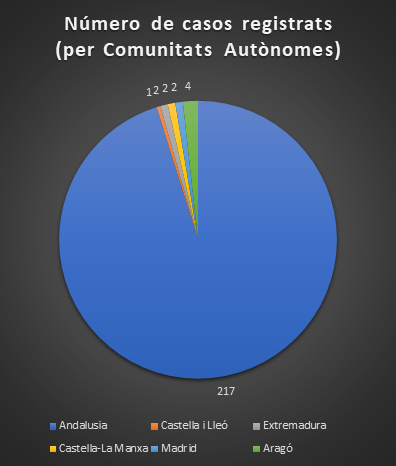
Número de casos diagnosticats per comunitats autònomes

El brot de listeriosi d'Andalusia de 2019 va ser un brot epidèmic per toxiinfecció alimentària que es va iniciar a la província de Sevilla el 14 d'agost de 2019 i posteriorment es va estendre per altres províncies espanyoles com Cadis, Granada, Huelva i Màlaga. Aquest brot ha estat associat a la contaminació de carn entatxonada, de la marca "La Mechá" elaborada per l'empresa sevillana Magrudis; i produït pel bacteri Listeria monocytogenes.
A Espanya es van confirmar 226 infeccions, de les quals 217 es van diagnosticar a Andalusia, majoritàriament a Sevilla, on va haver diversos avortaments i 3 infectats van morir. El 2 de setembre es va donar el brot de listeriosi per controlat i el 17 d'octubre de 2019 es va donar per finalitzat.

## Brot de listeriosi
El primer cas d'infecció es va detectar el 15 de juliol de 2019 a Andalusia, però fins al 14 d'agost no es va alertar del brot.
Es van diagnosticar 226 casos dels quals 217 van ser a Andalusia, majoritàriament a Sevilla (173 casos), però també a d'altres províncies: Cadis (13 casos), Granada (6 casos), Huelva (18 casos) i Màlaga (6 casos). En altres comunitats autònomes es van registrar 11 casos (1 a Castella i Lleó, 2 a Extremadura, 2 a Castella-La Manxa, 4 a Aragó i 2 a la Comunitat Autònoma de Madrid). El 57% dels casos corresponien a dones, amb una mitjana d'edat de 45,5 anys. En els homes (43%), la mitjana d'edat dels afectats va ser de 50 anys. Per altra banda, 37 dones infectades estaven embassades, 2 de les quals van avortar, en 3 es va produir mort fetal (després de la 2a setmana de gestació) i en 6 casos, part prematur. També, es van donar casos d'afectació del sistema nerviós central (22 casos) i 4 casos de sèpsia greu, que va causar la mort de 3 persones: dues més grans de 70 anys, afectades de greus comorbiditats, i una altra més gran de 90 anys. L'últim cas d'infecció va ser confirmat el 27 de setembre de 2019.

Pel que fa a Catalunya, l'Agència de Salut Pública de Catalunya (ASPCAT) va comprovar que a Catalunya no s'ha havia distribuït cap lot del producte contaminat però sí que es van diagnosticar dos casos. Tot i això, ASPCAT va recomanar que les persones que havien viatjat a Andalusia, que haguessin consumit el producte anteriorment o bé, que presentessin simptomatologia, que anessin al seu centre d'atenció primària de referència. Els dos casos diagnosticats a Catalunya van ser dues persones de la mateixa família que havien menjat carn entatxonada de la marca "la Mechá" portada per un familiar resident a Sevilla, que al cap d'uns dies després d'haver-la consumit, van començar a presentar els símptomes.

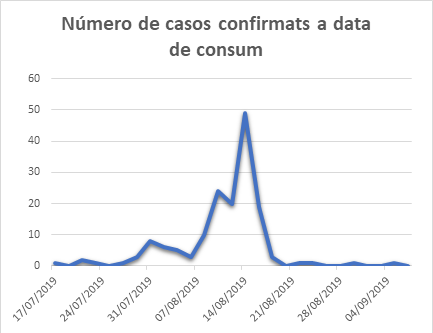
Distribució de casos confirmats en Andalusia a data de consum des del 17 de juliol de 2019 fins a l'11 de setembre de 2019

## Descripció de la malaltia

### Agent causant
L'agent causant d'aquest brot de listeriosi va ser Listeria monocytogenes, un bacteri grampositiu de la família dels Firmicutes. Aquest bacteri viu en tota mena d'ambients i quan canvien les condicions, modifica el seu proteosoma per convertir-se en un patogen intracel·lular, que es transmet pels aliments i afecta principalment als humans, el bestiar i animals salvatges. També pot infectar altres vertebrats i artròpodes. En els hostes mamífers, el bacteri pot travessar les barreres intestinal, placentària i hematoencefàlica i disseminar-se per tot l'organisme.

### Model de transmissió

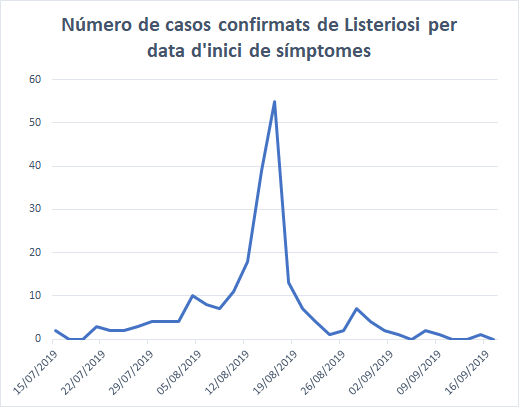
Distribució de casos confirmats en Andalusia a data d'inici de símptomes des del 15 de juliol fins al 17 de setembre de 2019

Listeria monocytogenes pot contagiar-se mitjançant diferents vies. La més freqüent és pel consum d'aliments contaminats, com verdures crues, llet i formatge fresc no pasteuritzats, aliments processats, productes carnis fets a rodanxes i peix fumat. Altres mecanismes de transmissió poden ser a través del contacte directe amb animals infectats o dels seus teixits, a través del contacte amb excrements d'animals infectats amb materials contaminats i també amb la inhalació de bioaerosols. A més, es pot produir transmissió vertical entre la mare i el fill, tant via transplacentària o a través del canal del part.
En el cas del brot listèria d'Andalusia, la transmissió es va produir a través del consum directe de carn de la marca "La Mechá". Els informes preliminars van indicar que el bacteri es trobava en dues entatxonadores (màquines per entatxonar la carn).
La conselleria de Salut del Govern andalús va donar una nova alerta sanitària nacional el dia 6 de setembre de 2019 després de rebre una anàlisi positiu per listèria en els productes de la fàbrica gaditana Sabores de Paterna.

### Període d'incubació
El període d'incubació és variable, de 3 a 70 dies, amb una mitjana de 21 dies. En el cas dels nadons el període d'incubació és més curt, d'entre uns pocs dies fins a unes setmanes. El 77% dels casos confirmats en aquest brot va presentar un període d'incubació de tres dies o menys.

### Simptomatologia
Listeria monocytogenes pot causar diferents tipus de malalties depenent del nombre de bacteris ingerits i de l'estat immunitari de la persona. L'inici de la simptomatologia és ràpid i els símptomes poden variar depenent de la part del cos afectada. Per exemple, si es tracta d'una meningoencefalitis hi ha febre, mal de cap intens, nàusees, vòmits i irritació de la meninge. En canvi, si afecta altres parts del cos, els símptomes són diversos tipus de lesions al lloc de la infecció, a més de febre.
El símptoma més lleu que pot provocar és la gastroenteritis, que és un trastorn digestiu, però en alguns casos es pot complicar i passar al torrent sanguini i causar malalties sistèmiques, que poden afectar nadons, dones embarassades i pacients immunodeficients.
En el cas d'afectar embarassades, especialment durant el tercer trimestre de l'embaràs, la dona no pateix conseqüències però el fetus pot patir meningitis, avortament i fins i tot la mort. La infecció en nens i adults joves normalment produeix un diagnòstic menys greu que en la gent d'edat avançada i/o immunodeprimits.
En el cas del brot de listeriosi d'Andalusia de 2019, els símptomes més freqüents van ser lleus: diarrees, febre i dolor a les articulacions.

### Població de risc
La població de risc d'aquesta malaltia està formada per: dones embarassades, nounats i també persones amb les defenses debilitades, com per exemple gent d'edat avançada, malalts crònics o persones sotmeses a diferents tractaments mèdics (immunodeprimits), també pacients amb diagnòstic d'alcoholisme, de cirrosi, de diabetis, etc. En aquests casos es parla de listeriosi invasiva i la mortalitat pot ser alta.
Per altra banda, els nounats són normalment infectats quan la seva mare ho ha estat i li ha transmès (via placentària, per aspiració de meconi o per manipulació durant el postpart), en aquests casos es parla de listeriosi neonatal.

## Productes implicats en el brot

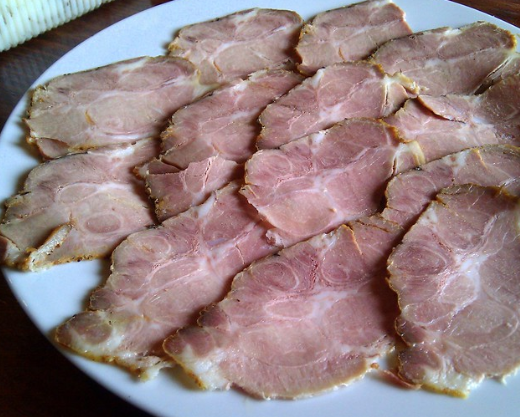
Plat de carn entatxonada ja tallada

En aquest brot de listeriosi d'Andalusia de 2019, els productes afectats van ser:
- Carn entatxonada comercialitzada per Comercial Martínez León S.L.
- Productes de la marca "la Mechá" elaborats per Magrudis S.L. Nº RGSEAA 10.025920/SE:
  - Carn entatxonada
  - Llardó andalús
  - Llom amb xerès
  - Llom amb pebre roig
  - Llom casolà amb pebre roig
  - Crema de carn entatxonada
  - Manteca colorá
  - Pringá estil casolà
  - Zarrupa de fetge
  - Zarrupa llom blanca
  - Zarrupa llom vermella

L'Agència Espanyola de Seguretat Alimentària i Nutrició (AESAN) va ordenar la retirada del mercat de tots aquests productes. Es van haver de retirar productes comercialitzats des del maig, ja que aquesta carn té una data de caducitat de 3 mesos.
La majoria del producte va ser distribuït a Andalusia i en menor quantitat, a la Comunitat Autònoma de Madrid i Extremadura.

## Mesures i prevenció
La Junta d'Andalucía va ordenar la retirada de tots els productes carnis que fabricava l'empresa sevillana Magrudis. Aquesta decisió es va adoptar per simple prevenció, per por que el focus d'infecció s'hagués estès. El Ministeri de Sanitat a través de l'Agència Espanyola de Seguretat Alimentària i Nutrició va ampliar l'alerta a tota la producció de l'empresa Magrudis.
Es va indicar que els establiments de venda o servei dels productes afectats netegessin i desinfectessin les talladores d'embotits i altres àrees on s'haguessin manipulat, emmagatzemat o servit productes retirats del mercat, seguint les instruccions del fabricant del desinfectant perquè l'efectivitat del procés de desinfecció fos l'adequada.
En cas de tenir productes implicats en l'alerta però que no s'haguessin consumit, es va recomanar contactar amb l'establiment on es van adquirir per tal de fer-ne la devolució. Aquests productes no són aptes per subministrar-los a animals de companyia. A més, es va recomanar rentar i desinfectar els calaixos o prestatges dels refrigeradors o congeladors on havien estat emmagatzemats.
En cas que s'haguessin consumit productes implicats en l'alerta, especialment les persones que pertanyen als grups de risc i que presentessin algun símptoma, s'indicava la necessitat d'anar al seu centre de salut de referència.
Avui en dia, la seguretat alimentària depèn de les empreses, donant-se un autocontrol de cada una d'elles i tenint un ampli marge en els protocols, ja que hi ha una falta de precisió dels reglaments europeus a l'hora de regular aquests autocontrols. A partir d'aquest brot, el Govern regional andalús ha decidit que fins a finals de 2019 es faran supervisions dels sistemes d'autocontrol de les empreses càrnies per poder modificar el protocol actual de gestió de risc de Listeria monocytogenes. La revisió dels protocols és una pràctica habitual en l'àmbit de la salut pública quan hi ha episodis com el que s'ha donat a Andalusia.

## Tractament
És molt important que el tractament es faci a temps, ja que s'ha demostrat que els antibiòtics tenen més efectivitat en les etapes inicials de la infecció. S'utilitza principalment amoxicil·lina o penicil·lina, que són β-lactàmics. Aquests es poden utilitzar sols o conjuntament amb la gentamicina. Listeria monocytogenes ha mostrat resistència a les cefalosporines.
En el cas de les dones embarassades la millor opció és la utilització d'ampicil·lina. Per altra banda, a principis de setembre la Consejería de Salud y Familias de la Junta de Andalucía va aprovar l'ampliació del protocol clínic vigent recomanant també el tractament antibiòtic amb ampicil·lina per a dones embarassades asimptomàtiques però que aquestes haguessin menjat algun dels aliments contaminats durant aquest brot de listeriosi. Vuit comunitats de científics d'entre les quals hi ha la Sociedad Española de Médicos Generales (SEMG) van donar suport a aquesta modificació del protocol.